# Bovista
Bovista é um gênero de fungos. Anteriormente, era classificado na ordem agora obsoleta Lycoperdales [en], que foi reorganizada devido a avanços na taxonomia fúngica impulsionados pela filogenética molecular. Atualmente, as espécies de Bovista pertencem à família Agaricaceae da ordem Agaricales. As espécies de Bovista possuem uma distribuição global ampla, sendo encontradas principalmente em regiões de clima temperado. Algumas espécies foram historicamente utilizadas em preparações homeopáticas.

## Descrição
Os corpos frutíferos de Bovista variam de ovais a esféricos ou em forma de pera, com diâmetros geralmente entre 1 e 8 cm. Possuem um exoperídio (camada externa do perídio) branco ou claro, fino e frágil. Dependendo da espécie, o exoperídio de espécimes jovens pode ser liso, granular ou finamente equinulado. Na maturidade, essa camada externa se desprende, revelando um endoperídio liso com um único poro apical (ostíolo). Os corpos frutíferos podem estar fixados ao solo por finos rizomorfos, que lembram pequenos cordões. Algumas espécies desenvolvem uma subgleba, uma base estéril geralmente pouco desenvolvida. Na maturidade, os corpos frutíferos podem apresentar alterações na superfície, como escamas, placas, aréolas ou verrugas. Microscopicamente, essas estruturas são compostas por hifas, esferocistos (células arredondadas) e células claviformes (em forma de clava). A espécie Bovista sclerocystis é única no gênero por possuir micosclereídes (elementos setoides) no perídio. Os esporos são marrons a roxo-acinzentados, aproximadamente esféricos ou elipsoides, com diâmetro de 3,5 a 7 μm. Podem apresentar um pedicelo (haste) curto ou longo. Na maturidade, o corpo frutífero pode se soltar do solo, e os esporos são dispersos enquanto o boleto rola como uma planta rolante.
Em Bovista, o capilício [en] (rede de células filiformes que envolve os esporos) não está diretamente conectado à parede interna do perídio. Ele é composto por unidades separadas, ramificadas irregularmente, que terminam em pontas afiladas. Esse tipo de capilício, também presente nos gêneros Calbovista [en] e Bovistella [en], foi denominado "tipo Bovista" por Hanns Kreisel [en], que publicou uma monografia sobre Bovista em 1967. Kreisel também definiu o "tipo Lycoperdon" (capilício com fios longos e ramificações ocasionais dicotômicas ou irregulares) e o "tipo intermediário" (uma forma transicional entre os tipos Bovista e Lycoperdon, com fios que podem ser perfurados e várias hastes grossas conectadas por ramificações). Todos os três tipos de capilício estão presentes em Bovista. O capilício do tipo Bovista é elástico, característica compartilhada com os gêneros gasteroides Lycoperdon e Geastrum. Essa elasticidade confere à gleba uma textura algodonosa que persiste mesmo após a queda do exoperídio.

## Sistemática

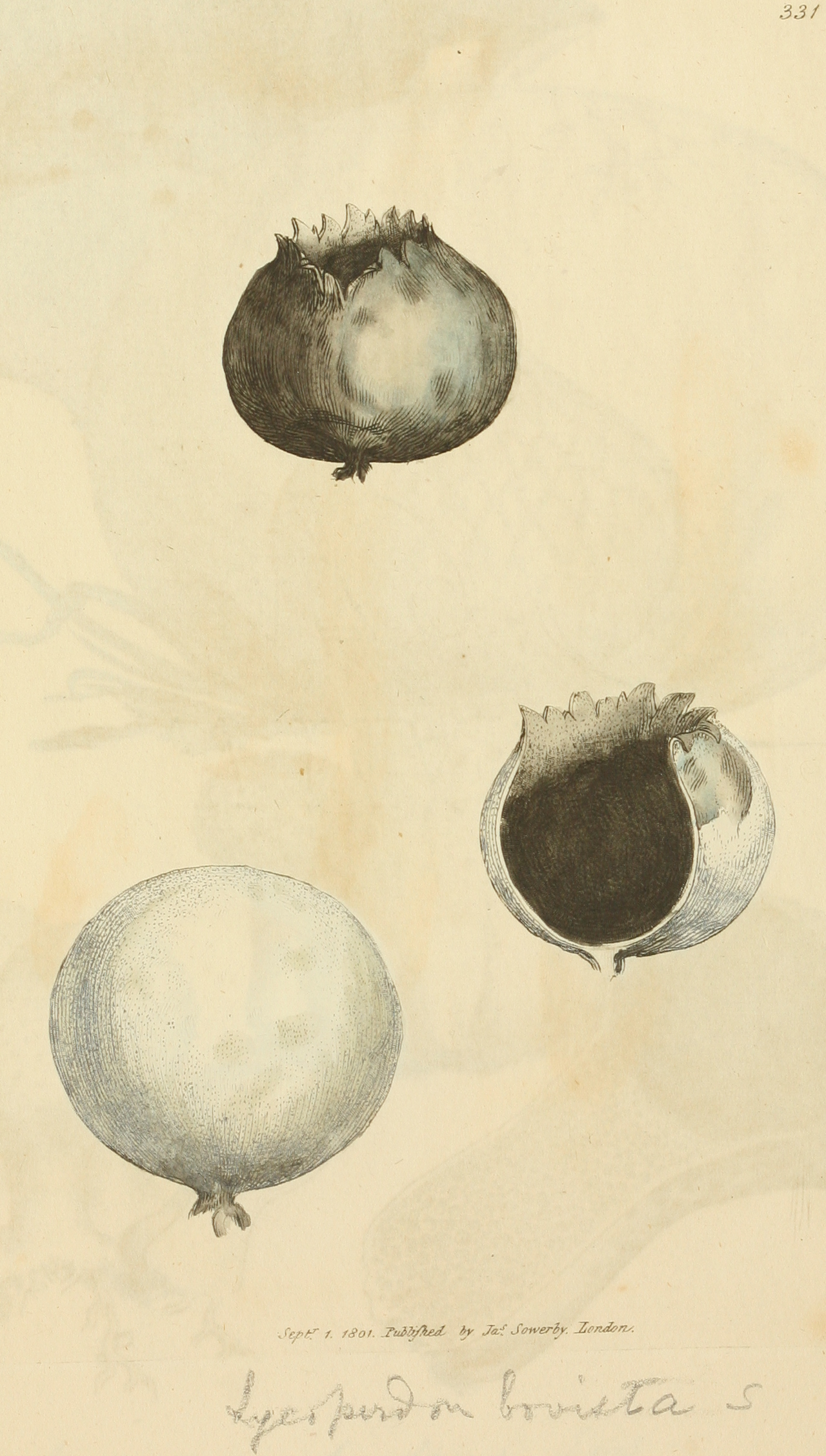
Ilustração de en da obra de 1797 Coloured Figures of English Fungi or Mushrooms, de James Sowerby.

O gênero foi descrito pelo micologista Christiaan Hendrik Persoon em 1794. Ele o caracterizou como: "Córtex externo livre que desaparece, píleo sem caule, tornando-se liso, rompendo-se irregularmente no topo". Sinônimos incluem Piesmycus (Rafinesque, 1808), Piemycus (Rafinesque, 1813), Sackea (Rostkovius [en], 1844), Globaria (Quélet, 1873) e Pseudolycoperdon (Velenovský, 1947). A espécie-tipo é Bovista plumbea [en].
Kreisel, em sua monografia de 1967, propôs dois subgêneros com base no tipo de capilício. O subgênero Globaria inclui espécies do tipo Lycoperdon, enquanto o subgênero Bovista abrange espécies com capilício do tipo Bovista ou intermediário. Divisões adicionais em seções e séries consideram o tipo de capilício, a presença ou ausência de poros no capilício e a presença ou ausência de subgleba. Análises filogenéticas demonstraram que Bovista, conforme definido por Kreisel, é monofilético. Além disso, o gênero pode ser dividido em dois clados, Bovista e Globaris, que correspondem aproximadamente às divisões subgenéricas sugeridas por Kreisel.

## Comestibilidade
Os fungos do gênero Bovista são geralmente comestíveis quando jovens e com interior branco. No entanto, é necessário cuidado para evitar confusão com fungos imaturos do gênero Amanita, que podem ser tóxicos. Para garantir a segurança, deve-se cortar os corpos frutíferos longitudinalmente, verificando se são brancos por completo e não possuem estruturas internas.

## Gêneros relacionados
Disciseda [en] é um gênero relacionado, mas distinto, criado para descrever espécies com características externas de fungos do gênero Bovista, mas com caracteres glebais de Geastrum. Bovistella, outro gênero semelhante, diferencia-se de Bovista por sua base estéril mais desenvolvida.

## Uso em homeopatia
O gênero Bovista foi mencionado em vários textos homeopáticos do século XIX. Richard Hughes, em A Manual of Pharmacodynamics (1870), escreveu que Bovista era indicado para afecções da cabeça caracterizadas pela sensação de que a cabeça estava enormemente aumentada. Em Lectures on Clinical Materia Medica (1887), E. A. Farrington sugeriu que os esporos de Bovista poderiam restringir a circulação sanguínea nos capilares, indicando usos para irregularidades menstruais ou traumas. Ele também mencionou que Bovista poderia aliviar sintomas de asfixia causados pela inalação de fumaça de carvão. Outros usos sugeridos incluem tratamento de "fala ou ações desajeitadas", gagueira em crianças, palpitações após refeições, diabetes mellitus, cistos ovarianos e acne causada por cosméticos.

## Espécies
De acordo com o Dictionary of the Fungi (10ª edição, 2008), estima-se que existam 55 espécies de Bovista em todo o mundo. O Index Fungorum lista 92 espécies consideradas válidas:
Bovista acocksii – relatado na África do Sul
Bovista acuminata
Bovista aenea
Bovista aestivalis [en] – Califórnia
Bovista africana
Bovista albosquamosa
Bovista apedicellata
Bovista amethystina
Bovista antarctica
Bovista arachnoides
Bovista ardosiaca
Bovista aspara
Bovista betpakdalinica
Bovista bovistoides
Bovista brunnea
Bovista cacao
[Bovista californica
Bovista capensis
Bovista cisneroi
Bovista citrina
Bovista colorata [en]
Bovista concinna
Bovista coprophila
Bovista cretacea
Bovista cunninghamii
Bovista dakotensis
Bovista dealbata
Bovista dermoxantha [en] – relatado causando anéis de fadas em Chiba, Japão
Bovista dominicensis
Bovista dryina
Bovista dubiosa
Bovista elegans
Bovista flaccida
Bovista flavobrunnea
Bovista fuegiana – relatado em Tierra del Fuego, Argentina
Bovista gunnii
Bovista fulva
Bovista fusca
Bovista glacialis
Bovista glaucocinerea
Bovista grandipora
Bovista graveolens
Bovista grisea
Bovista halophila
Bovista herrerae
Bovista heterocapilla
Bovista himalaica
Bovista hungarica
Bovista incarnata
Bovista jonesii
Bovista kazachstanica
Bovista kurczumensis
Bovista kurgaldzhinica
Bovista lauterbachii
Bovista leonoviana
Bovista leucoderma
Bovista limosa – coletado originalmente na Islândia
Bovista longicauda
Bovista longispora
Bovista longissima
Bovista lycoperdoides
Bovista macrospora
Bovista magellanica
Bovista minor
Bovista membranacea
Bovista monticola
Bovista nigra
Bovista nigrescens [en]
Bovista oblongispora
Bovista ochrotricha
Bovista paludosa [en]
Bovista perpusilla
Bovista pila [en]
Bovista plumbea [en]
Bovista polymorpha
Bovista promontorii
Bovista pulyuggeodes
Bovista pusilla
Bovista pusilloformis – encontrado na Finlândia
Bovista radicata
Bovista reunionis
Bovista ruizii
Bovista schwarzmanniana
Bovista sclerocystis – relatado no México
Bovista sempervirentium
Bovista septima
Bovista singeri – relatado em Nor Yungas, Bolívia
Bovista spinulosa
Bovista sublaevispora – relatado em Viña del Mar, Chile
Bovista substerilis
Bovista sulphurea
Bovista termitum
Bovista tomentosa [en]
Bovista trachyspora
Bovista umbrina
Bovista uruguayensis
Bovista vascelloides – relatado no Nepal
Bovista vassjaginiana
Bovista verrucosa
Bovista yasudae

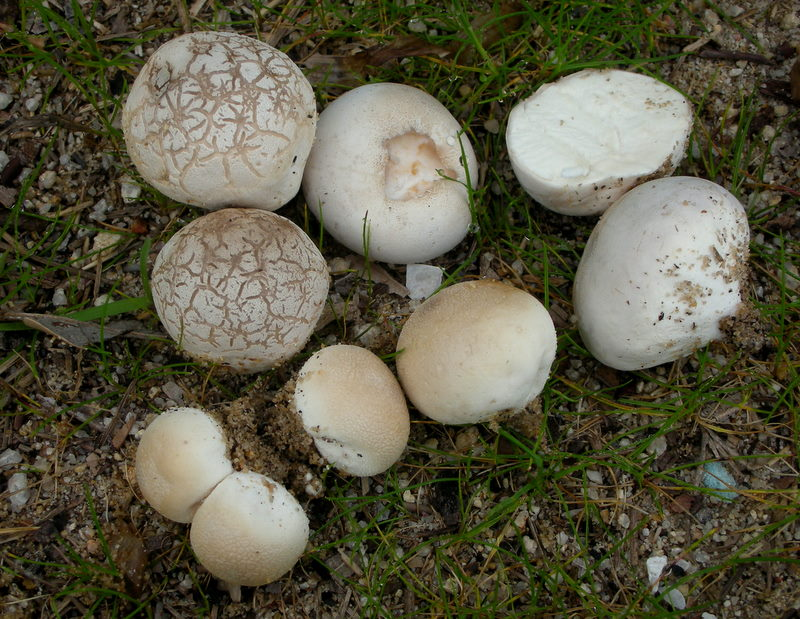
Bovista aestivalis
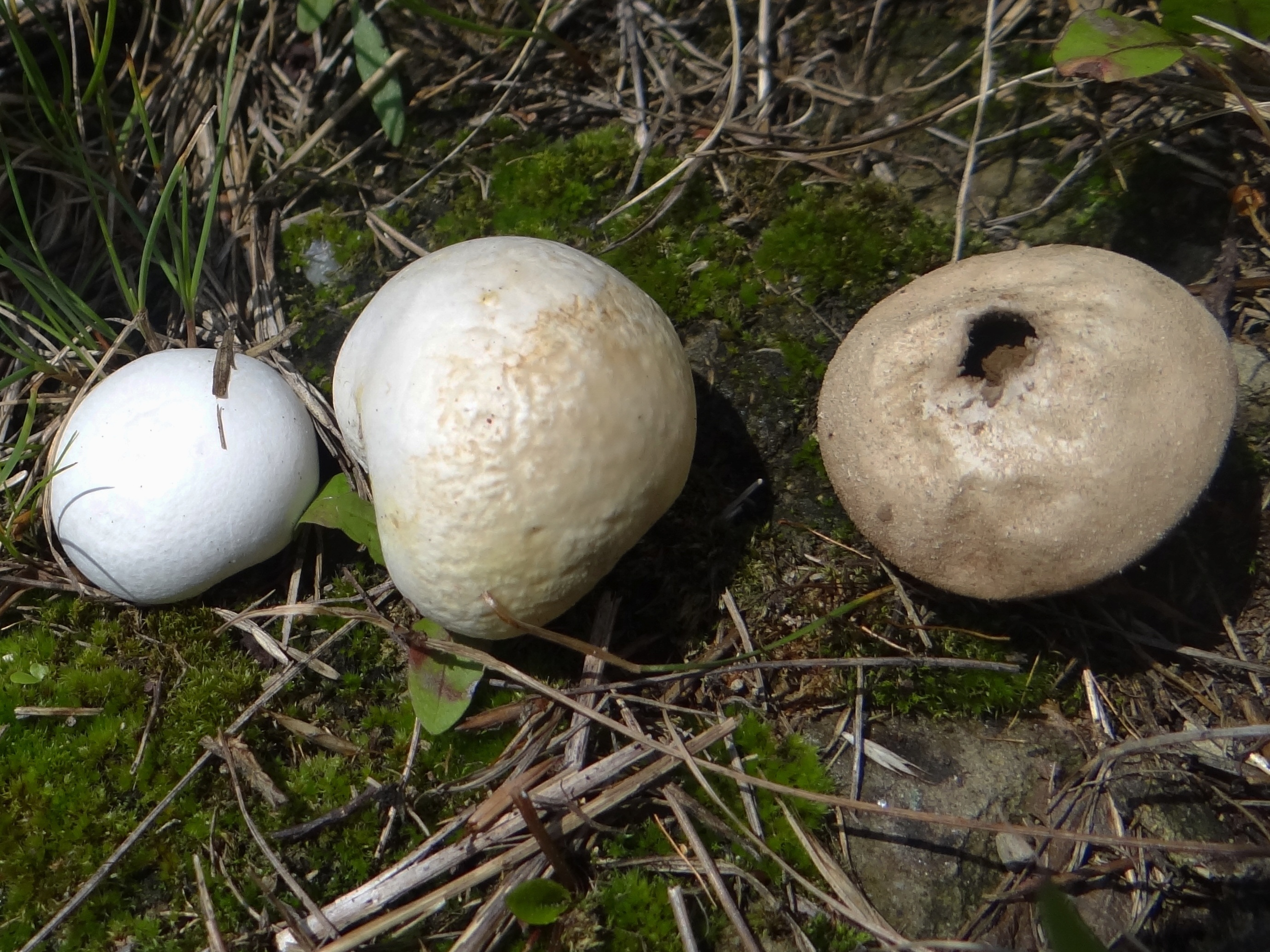
Bovista nigrescens
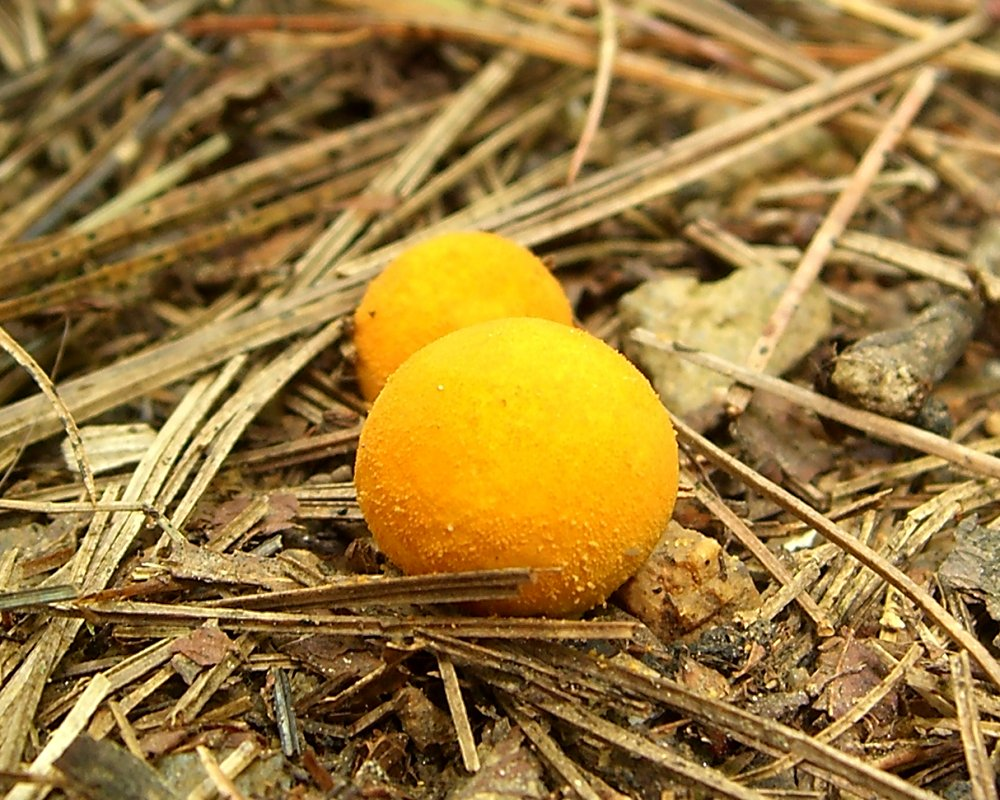
Bovista colorata